# Уряд Андрія Бродія
Уряд Андрія Бродія — перший незалежний уряд автономної Підкарпатської Русі у складі Чехословацької республіки. Існував з 11 по 26 жовтня 1938 року. Очолював уряд Андрій Бродій.

## Історія
21 вересня 1938 року представники москвофільських та українських партій Підкарпатської Русі підтримали спільну декларацію з вимогою створити у Підкарпатській Русі окремий автономний уряд та вручили її представникам чехословацької влади. 8 жовтня у будівлі Крайового уряду відбулася нарада між партіями та крайовою владою. Представники москвофільських та українських партій вирішили «домагатися для Підкарпатської Русі тих самих прав, які отримала й отримає Словаччина». У відповідь на це того ж дня було звільнено губернатора Підкарпатської Русі Костянтина Грабара, а 9 жовтня було призначено на цю посаду Івана Парканія.
11 жовтня 1938 року Уряд Чехословаччини затвердив склад автономного Уряду Підкарпатської Русі. Його очолив Андрій Бродій.
Уряд Андрія Бродія провів три засідання. Засідав уряд в Ужгороді — столиці Підкарпатської Русі.
26 жовтня 1938 року Андрій Бродій був звільнений з посади голови Уряду Підкарпатської Русі. Того ж дня його заарештували за підозрою у шпигунстві на користь Угорщини. Тоді розпочалося формування нового уряду, який очолив Августин Волошин.

## Склад
Уряд Андрія Бродія складався з шести осіб: прем'єр-міністра та інших членів.
| Посада                                                             | Міністр           | Зображення | Вступ на посаду | Відхід у відставку |
| ------------------------------------------------------------------ | ----------------- | ---------- | --------------- | ------------------ |
| Прем'єр-міністр та міністр освіти                                  | Андрій Бродій     |            | 11 жовтня 1938  | 26 жовтня 1938     |
| Міністр внутрішніх справ                                           | Едмунд Бачинський |            | 11 жовтня 1938  | 26 жовтня 1938     |
| Повноважний, відповідальний за міністерство економіки              | Степан Фенцик     |            | 11 жовтня 1938  | 26 жовтня 1938     |
| Міністр юстиції, секретар Уряду                                    | Іван П'єщак       |            | 11 жовтня 1938  | 26 жовтня 1938     |
| Міністр транспорту                                                 | Юліан Ревай       |            | 11 жовтня 1938  | 26 жовтня 1938     |
| Урядовий секретар, міністр соціального захисту та охорони здоров'я | Августин Волошин  |            | 11 жовтня 1938  | 26 жовтня 1938     |